# Stavkî, Zalișciîkî
Stavkî (în ucraineană Ставки) este un sat în comuna Blîșceanka din raionul Zalișciîkî, regiunea Ternopil, Ucraina.

## Demografie
Componența lingvistică a localității Stavkî
     Ucraineană (99,44%)
     Alte limbi (0,56%)
Conform recensământului din 2001, majoritatea populației localității Stavkî era vorbitoare de ucraineană (99,44%), existând în minoritate și vorbitori de alte limbi.